# معاذ السالمي
معاذ السالمي لاعب كرة قدم قطري، ولد في (15 أغسطس 1996) ، يلعب لصالح نادي معيذر في دوري نجوم قطر .

## مسيرة اللاعب
بدأ مع نادي الغرافة و أعير في الفئات السنية إلى ريد بول سالزبورغ ونادي إشبيلية و بعدها لعب مع نادي الغرافة ونادي الوكرة ونادي الشمال والنادي الأهلي ونادي الخور ونادي معيذر.

## روابط خارجية
- معاذ السالمي على موقع Soccerway.com (الإنجليزية)